# 愛知県外国人学校一覧
愛知県外国人学校一覧（あいちけんがいこくじんがっこういちらん）は愛知県にあるインターナショナル・スクール（外国人学校）の一覧。

## 朝鮮学校

### 現存校

#### 春日井市
- 東春朝鮮初級学校

#### 豊明市
- 愛知朝鮮中高級学校
- 名古屋朝鮮初級学校

### 統廃合校

#### 瀬戸市
- 愛知朝鮮第七初級学校

#### 豊橋市
- 豊橋朝鮮初級学校

## ブラジル学校

### 豊橋市
- カンティーニョ学園
- エスコーラ・アレグリア・デ・サベール　豊橋校

### 名古屋市
- コレージオ・ブラジル・ジャパン

### 刈谷市
- コレージオ・ピタゴラス・ジャパン　愛知校

### 豊田市
- エスコーラ・アレグリア・デ・サベール　豊田校
- エスコーラ・ネクター

### 碧南市
- エスコーラ・アレグリア・デ・サベール　碧南校

## 欧米系
- 名古屋国際学園

## ネパール系

### 名古屋市
- TOKAI BATIKA INTERNATIONAL SCHOOL